# Andrej Borisenko
Andrej Ivanovitsj Borisenko (Russisch: Андрей Иванович Борисенко) (Leningrad, 17 april 1964) is een Russisch ruimtevaarder. Borisenko’s eerste ruimtevlucht was Sojoez TMA-21 met een Sojoez draagraket en vond plaats op 4 april 2011. Het was de 109ste missie van het Sojoez-programma.
In totaal heeft Borisenko twee ruimtevluchten op zijn naam staan, beide naar het Internationaal ruimtestation ISS. Hij stond gepland om in april 2021 te beginnen aan ISS-Expeditie 65 maar werd een maand voor de geplande lancering vervangen door NASA Astronaut Mark Vande Hei.